# Agastrophus dahli
Agastrophus dahli är en mångfotingart som beskrevs av Carl Graf Attems 1914. Agastrophus dahli ingår i släktet Agastrophus och familjen Glyphiulidae. Inga underarter finns listade i Catalogue of Life.